# Cipők a Duna-parton

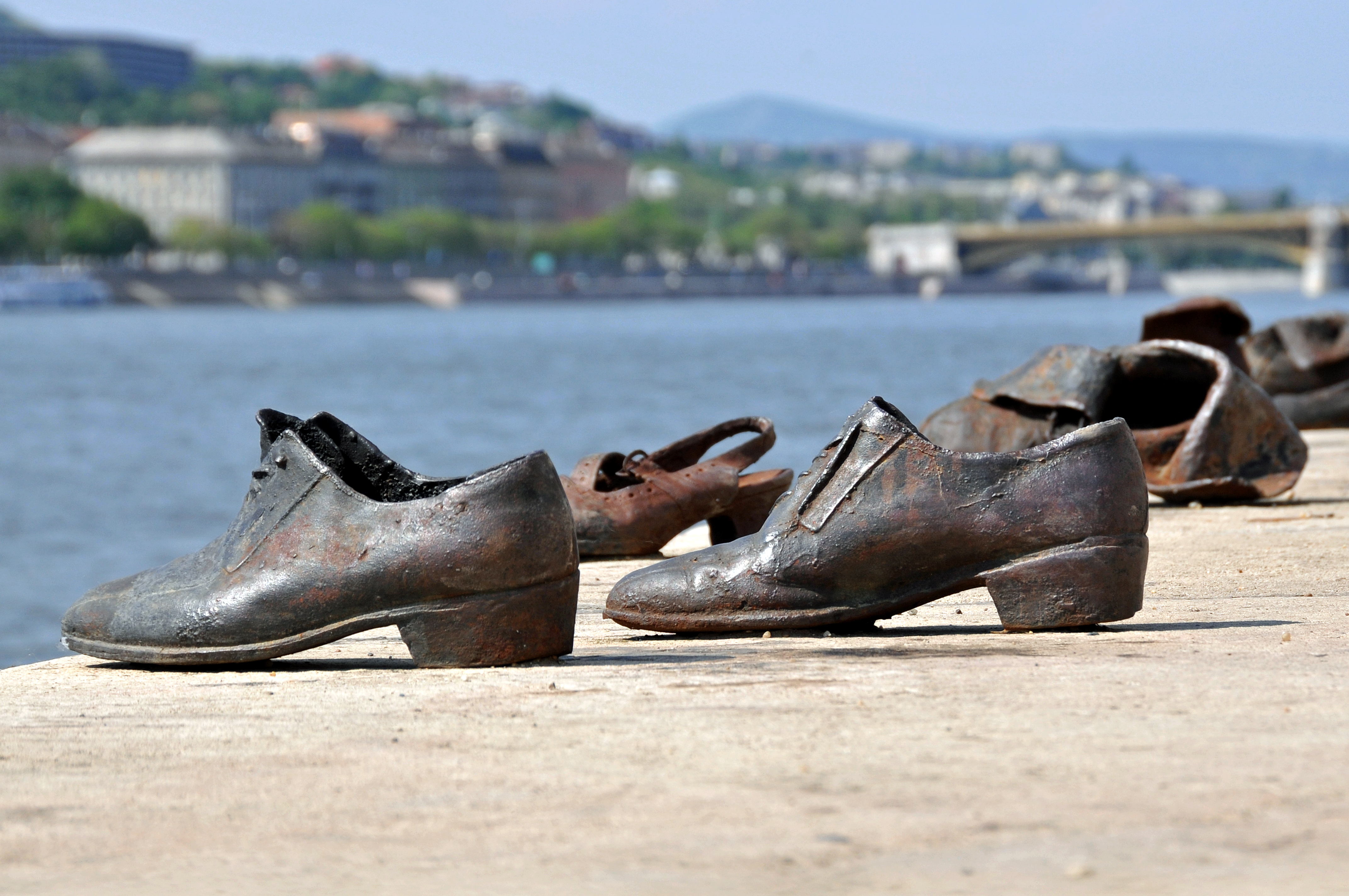
A vascipők

A Cipők a Duna-parton budapesti holokauszt-emlékmű. Szellemi alkotója Can Togay filmrendező, társalkotója Pauer Gyula Kossuth-díjas szobrászművész. 2016-ban a világ második legjobb köztéri szobrának
 választották.

## Az emlékmű felavatása

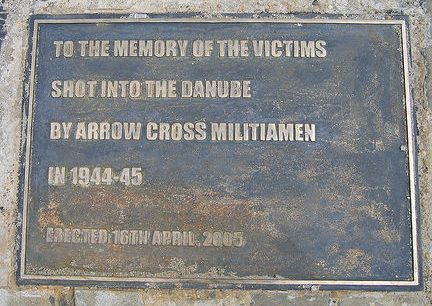
Az emlékmű táblája angol nyelven

Az emlékművet 2005. április 16-án, 21 óra 30 perckor avatták fel.
A holokauszt emléknapján több ezren emlékeztek Budapesten. Az Élet Menetének résztvevői fáklyákkal vonultak a Kossuth tér előtti Duna-partra, ahol Kiss Péter kancelláriaminiszter a miniszterelnök jelenlétében felavatta azt a szoborkompozíciót, amely a nyilasterror idején a folyóba lőtt embereknek állít emléket.
2005. április 17. vasárnap, 15 óra
Az emlékmű szakrális felavatása a történelmi egyházak képviselői által:
- Kardos Péter főrabbi
- Szabó Géza kanonok, a Szent István-bazilika plébánosa
- Cselovszky Ferenc, a Deák téri evangélikus templom igazgató lelkésze
- Berkesi Gábor lelkész, református egyház

Az emléktáblák felirata magyar, angol és héber nyelven:
„A II. világháborúban nyilaskeresztes fegyveresek által Dunába lőtt budapesti áldozatok emlékére.
Állíttatott 2005. április 16-án.”

## 1945. januári svéd mentőakció a Duna-parton
1945. január 8-án este a svéd követség Üllői úti épületéből a nyilasok 154 embert elhurcoltak a Duna-part irányába. Fegyveres rendőrök a svéd követség alkalmazottjának, Szabó Károlynak a vezetésével kiszabadították az üldözötteket. A Jakobovits család tanúvallomása 1947-ben: „A Duna-parton arccal a víz felé álltak, amikor a felmentés megérkezett.”
A 154 megmentett között volt Stöckler Lajos és nyolctagú családja, a Jakobovits család, Ernster Edit és László, Forgács Gábor, Steiner Jakob, valamint édesanyja és testvérei, Löw Éva és Klaber Anna. Steiner Jakob apját nem sikerült megmenteni, már 1944. december 25-én a Dunába lőtték a nyilasok. Steiner Jakob apja magyar tiszt és 4 évig hadifogoly volt az első világháborúban az orosz fronton.
Később Stöckler Lajos 1945–1948 között a budapesti Izraelita Hitközség elnöke, 1953-ban a Wallenberg-kirakatper egyik vádlottja.
Ernster László (1920. május 4. – 1998. november 4.) kémikus később Svédországban a Nobel-bizottság és a Nobel Alapítvány Igazgató Tanácsának tagja lett, Steiner Jakob biológus a jeruzsálemi egyetemen tanított, Löw Éva és Klaber Anna orvosok Bázelben.
Korányi Erwin 2006-ban megjelent életrajzi könyvében megemlékezik 1945. január 8. éjszakájáról, amikor megmenekült a nyilasoktól, a Dunába lövéstől. „Váratlanul megjelent rendőrök fegyvert fogtak a nyilasokra. Az egyik magas rangú rendőr Szalai Pál volt, aki Wallenberggel együttműködött. A másik rendőrtiszt a bőrkabátos Szabó Károly.” „A megmenekült csoportban láttam Stoeckler Lajost is.”
Szalai Pál posztumusz, 2009. április 7-én a Világ Igaza kitüntetést és a Bátorság érdemjelet kapta.
Szabó Károly posztumusz, 2012. november 12-én a Világ Igaza kitüntetést kapta.

### A mentőakcióhoz kapcsolódó emlékek

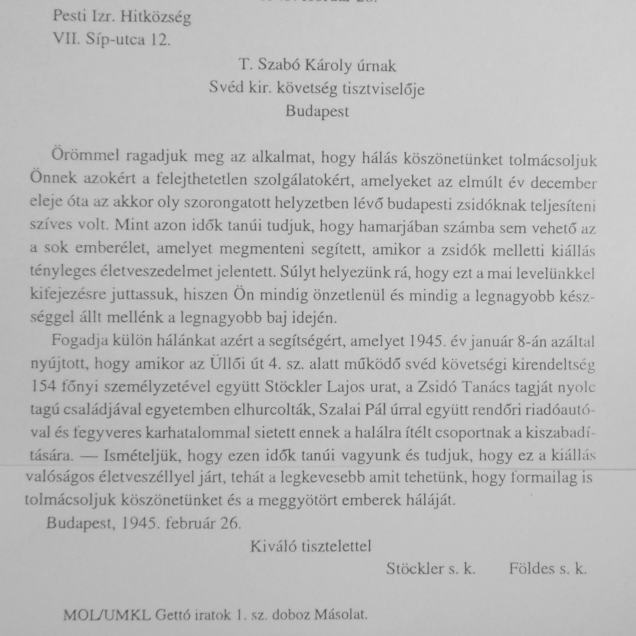
Stöckler Lajos nyilatkozata 154 üldözött megmentéséről – köszönettel Szabó Károlynak, irat a Magyar Országos Levéltárban
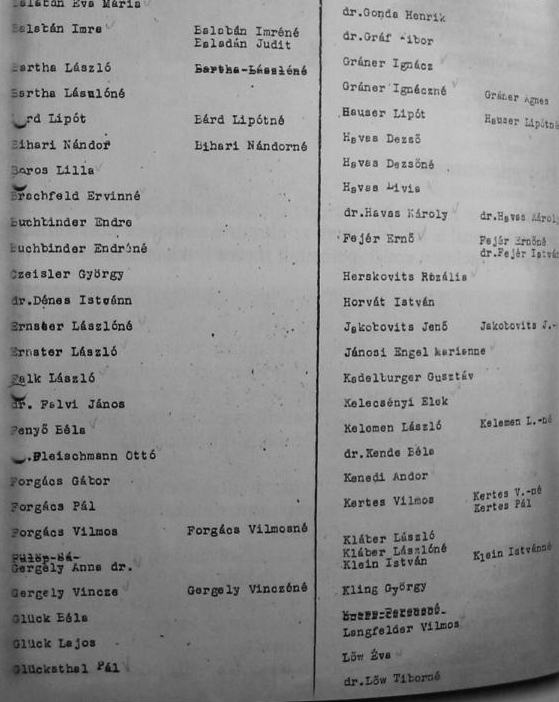
Kivonat a 154 megmenekült, az Üllői út 2–4. ház lakóinak listájából (Ernster, Forgács, Jakobovits, Klaber, Löw)
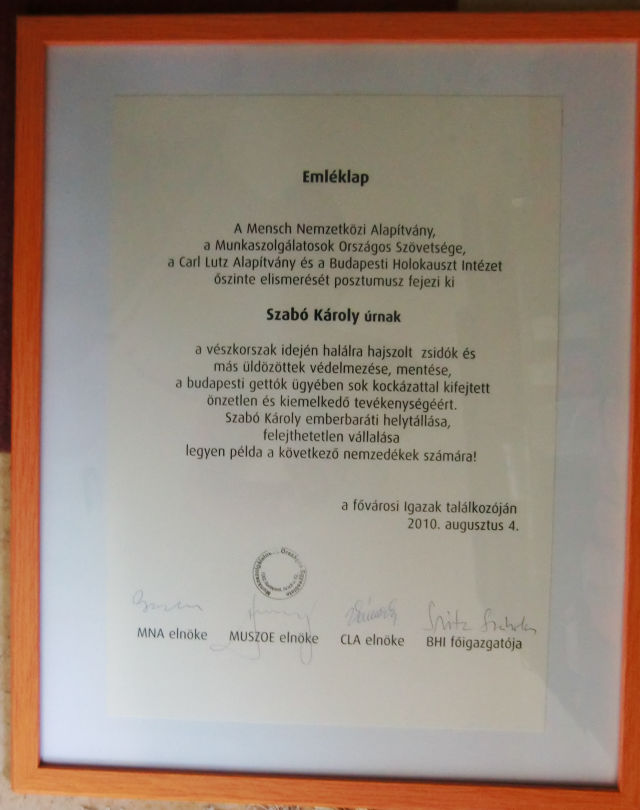
Emléklap 2010. augusztus 4. Szabó Károlynak
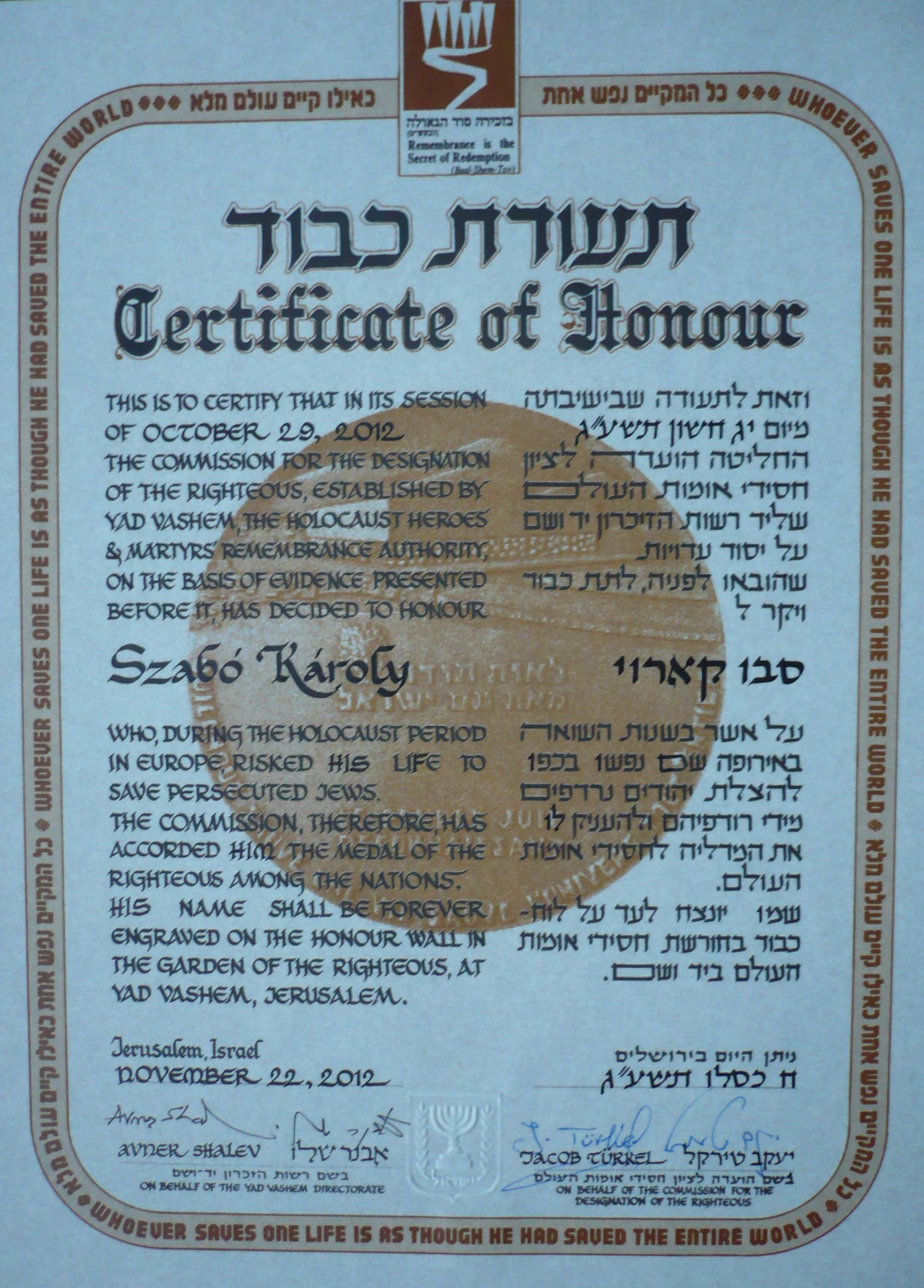
Szabó Károly – Világ Igaza

## Internet
- pauergyula.hu
- Yad Vashem adatbank: „mentő akció” a Duna-parton

## Filmalkotások a holokauszt helyszínéről
- Máriássy Félix: Budapesti Tavasz (film, 1955) A film főhőse, Zoltán a szovjet csapatok megérkezése után szerelme keresésére indul, de későn érkezik a Duna-partra, ott már csak a kivégzettek, közöttük Jutka cipőit találja meg.[15] A Duna-parti cipők emlékműve innen, ebből a megrázó jelenetből nyerte az ötletét.[forrás?]

## Események
- A 2008-ban Az Élet Menete Alapítvány megemlékezése során a Dohány utcai zsinagóga előtti tértől fáklyákkal vonultak végig a „Cipők a Duna-parton” szoborkompozícióhoz, ahogy Az Élet Menete később is többször érintette a helyszínt.
- 2009. június 15-én ismeretlenek a lábbelik egy részébe állati maradványokat tettek, feltehetően válaszul Liane Lane Turul-emlékmű átértelmezésére.[16][17]
- 2010. augusztus 4-én a Mensch Nemzetközi Alapítvány, a Munkaszolgálatosok Országos Egyesülete, a Carl Lutz Alapítvány, a Budapesti Holokauszt Intézet és az Emlékezés 1944–2004 Közhasznú Alapítvány Szabó Károly-emléklapot adott ki. Prof. dr. Szita Szabolcs bevezetője után beszédet mondottak Aliza Bin-Noun izraeli nagykövet asszony, dr. Hóvári János nagykövet, helyettes államtitkár, prof. dr. Schweitzer József nyugalmazott országos főrabbi.[18]